# Teltowkanal
Il Teltowkanal è un canale artificiale navigabile che attraversa i quartieri meridionali della città di Berlino e alcune località del Brandeburgo.
Lungo 37,83 km, ha origine dal fiume Dahme, affluente della Sprea, e sfocia nel Griebnitzsee, un lago formato dalla Havel nelle vicinanze di Potsdam.
Il nome del canale deriva dal circondario di Teltow, che ne finanziò la costruzione (avvenuta dal 1900 al 1906) per sostenere lo sviluppo industriale dei territori attraversati.
L'autostrada A 113, che costeggia per un lungo tratto il canale, è detta Teltowkanal-Autobahn.